# PENGIN WALK
『PENGIN WALK』（ペンギンウォーク）は、PENGINの1枚目のインディーズミニ・アルバム。2007年4月11日発売。

## 収録曲
全作詞/作曲/編曲：PENGIN
1. 世界に一人のシンデレラ
2. Good Summer Dayz
3. 100yen
4. ラジカセ
5. 桃色DISCO
6. Thank you for